# Údolní nádrž Hracholusky
Údolní nádrž Hracholusky är en reservoar i Tjeckien. Den ligger i den västra delen av landet, 90 km väster om huvudstaden Prag. Údolní nádrž Hracholusky ligger 372 meter över havet. Trakten runt Údolní nádrž Hracholusky består till största delen av jordbruksmark.